# Deget mijlociu

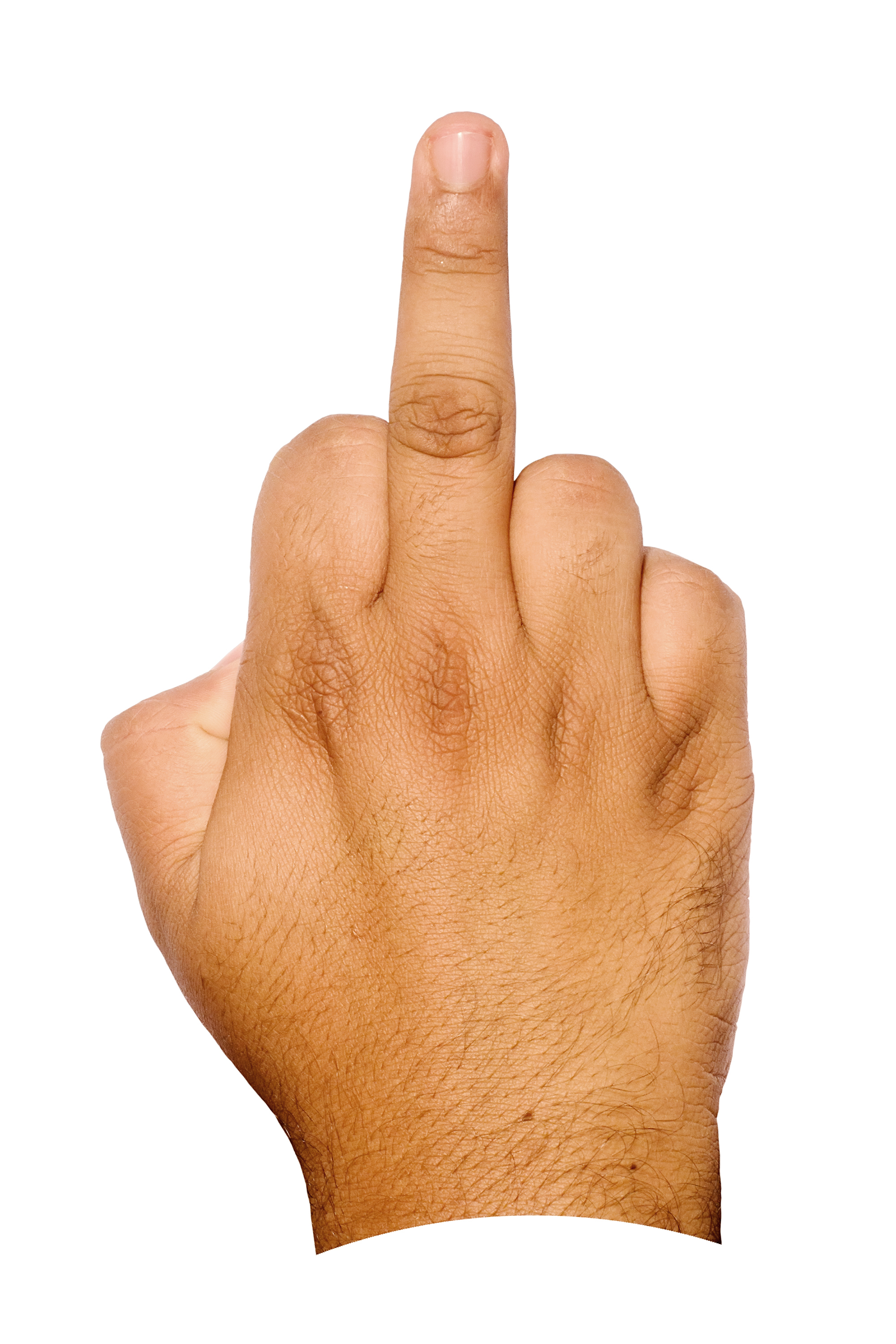
Degetul mijlociu

Degetul mijlociu, numit și  degetul lung (dar nu "cel mare") este al treilea deget de la mâna omului, situat între degetul arătător și degetul inelar . De obicei este cel mai lung deget din cele cinci. Mai este, de asemenea,  numit în anatomie  al treilea deget ,  medius digitus ,  terțius digitus  sau  digitus III .